# Mediterraneo Australasiatico
Il Mediterraneo Australasiatico è un mare mediterraneo situato tra il sud-est dell'Asia e l'Oceania; è parte dell'Oceano Pacifico, di cui è il più vasto mare dipendente. Alcuni stretti lo mettono in comunicazione con l'Oceano Indiano. Escludendo gli oceani, è il secondo mare più esteso del mondo, dopo il Mar Glaciale Artico.

## Descrizione
Comprende numerosi mari dipendenti:
- Mar di Giava[1],
- Mar di Banda[1],
- Mar delle Molucche[1],
- Mar di Sulu[1],
- Mar degli Alfuri[1],
- Mar Cinese Meridionale[1],
- Mar di Timor[1],
- Mar di Ceram,
- Mar di Flores,
- Mare di Mindanao,
- Mar di Bali,
- Mar di Sawu,
- Mar di Halmahera.

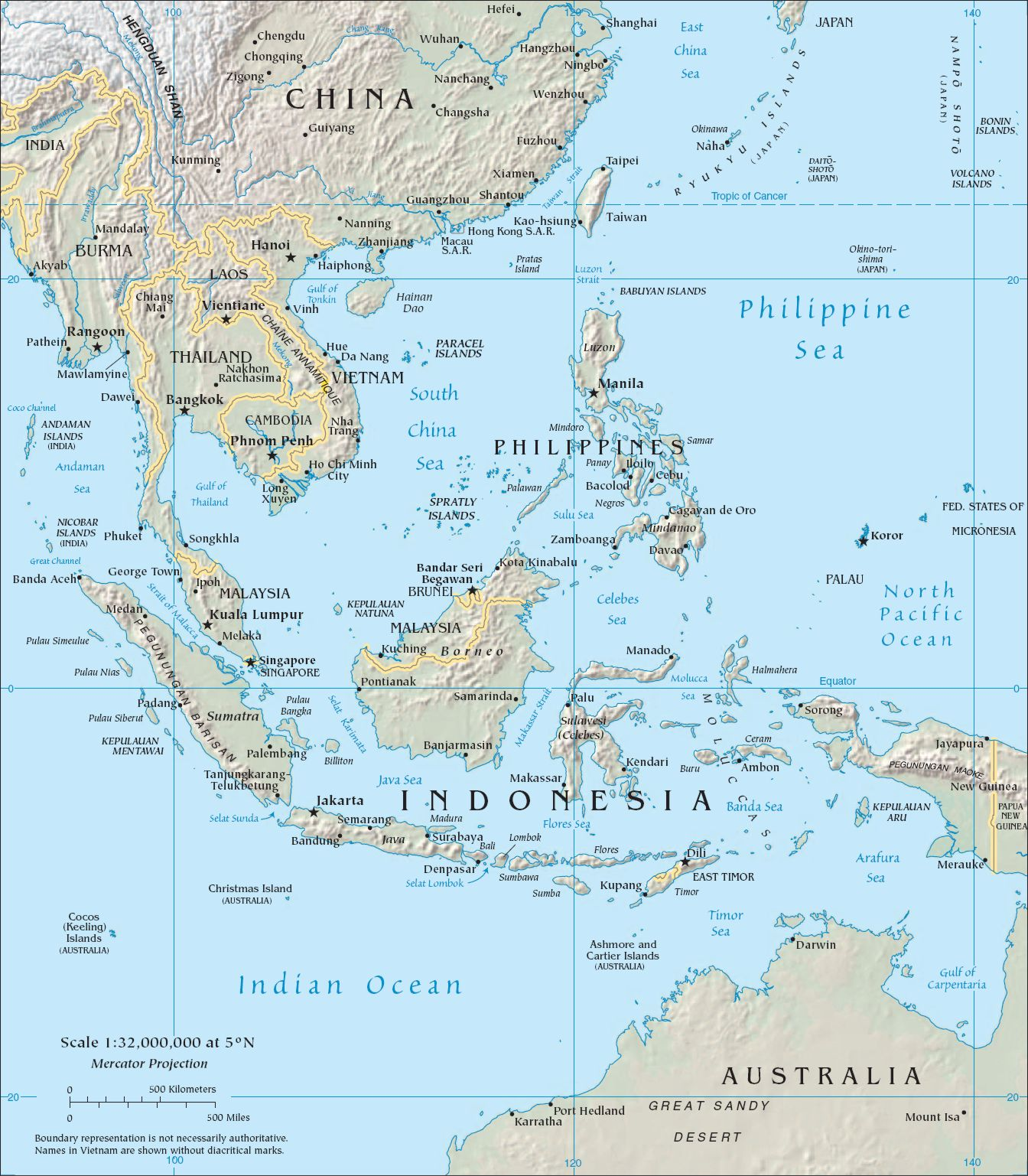
Mari e stretti compresi nel Mediterraneo Australasiatico (carta in lingua inglese: sea = mare; strait = stretto)

L'espressione Mediterraneo Australasiatico non è di solito riportata sulle carte geografiche, in cui si trovano invece i nomi dei singoli mari; essa è invece usata nelle enciclopedie e nella letteratura specializzata (Oceanografia, Geologia, Biologia marina), sia in Italia, sia all'estero.

## Stretti
Il Mediterraneo Australasiatico comunica con l'Oceano Pacifico aperto attraverso i seguenti stretti principali (da nord a sud):
- Stretto di Formosa, tra Formosa e la Cina;
- Stretto di Luzon, tra Luzon e Formosa;
- Stretto di Torres, tra la penisola di Capo York e la Nuova Guinea.

Comunica con l'Oceano Indiano attraverso i seguenti stretti principali (da ovest ad est):
- Stretto di Malacca, tra la penisola malese e Sumatra;
- Stretto della Sonda, tra Sumatra e Giava.

Tra le isole comprese al suo interno si segnalano i seguenti altri stretti:
- Stretto di Karimata, a sud-ovest del Borneo;
- Stretto di Makassar, tra il Borneo e Celebes;
- Stretto di Mindoro, nelle Filippine.

## Le barriere coralline e il triangolo dei coralli
In tutto il Mediterraneo Australasiatico sono diffuse le barriere coralline, ma in particolare nel Mar di Flores, nel Mar di Banda, nel Mar degli Alfuri e nell'Arcipelago di Sulu. Anche nel Mar Cinese Meridionale ci sono barriere coralline, ma sono limitate alle Isole Nansha.
La diversità biologica del Mediterraneo Australasiatico è elevatissima, grazie alla posizione tra gli oceani Indiano e Pacifico, che permette alle larve di pesci, di coralli e di altri animali di entrambi gli oceani di raggiungere la zona. All'interno di questo mare si trova la parte occidentale del cosiddetto "triangolo dei coralli", che si estende anche ad est e a nord della Nuova Guinea e che è protetto da numerosi parchi nazionali (vedi la cartina).
Il livello di biodiversità della vita marina nella zona delle isole dei Quattro Re (isole Raja Ampat), al centro del triangolo dei coralli, è il più alto registrato sulla Terra. 

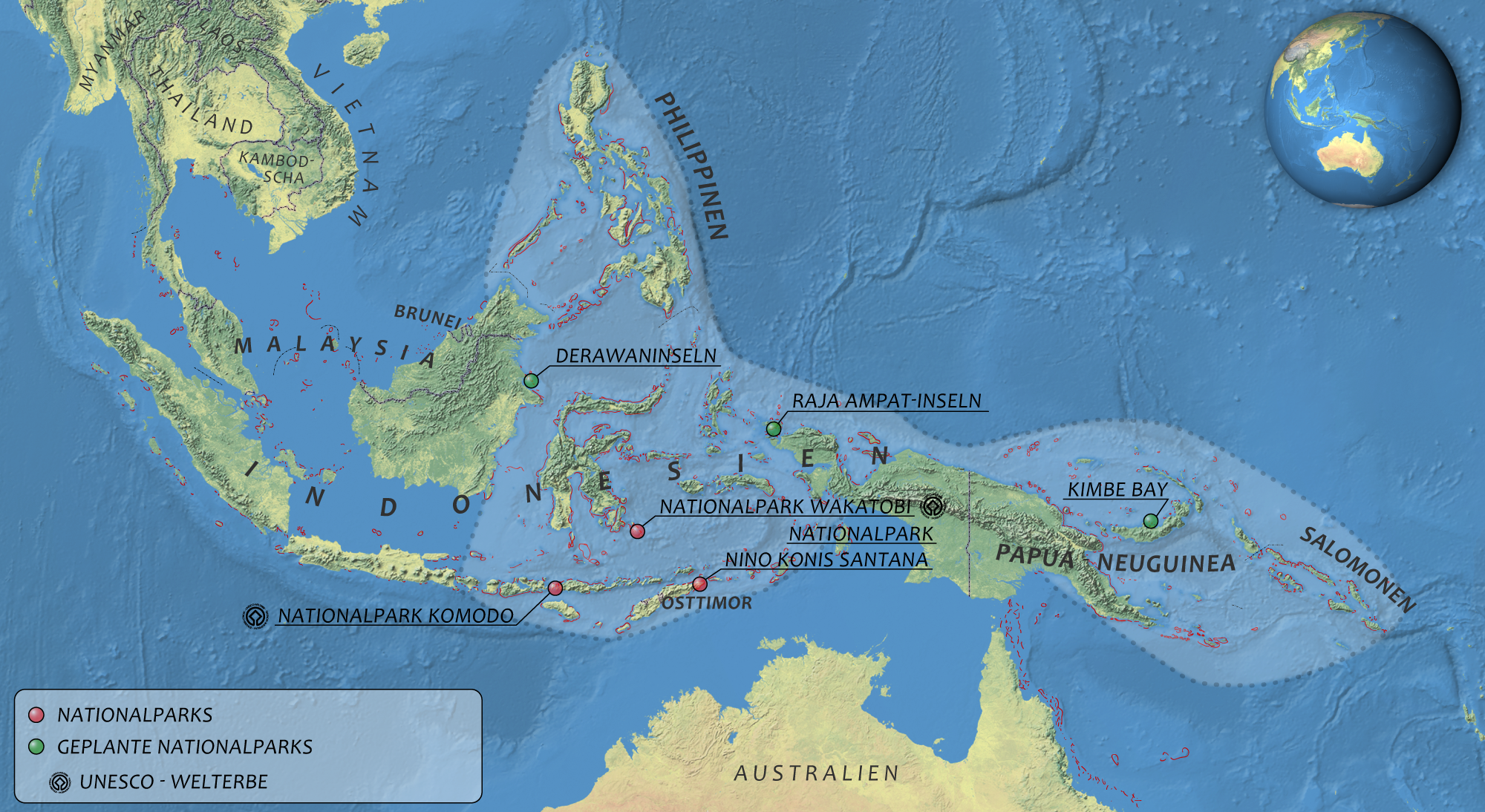
I parchi nazionali del triangolo dei coralli
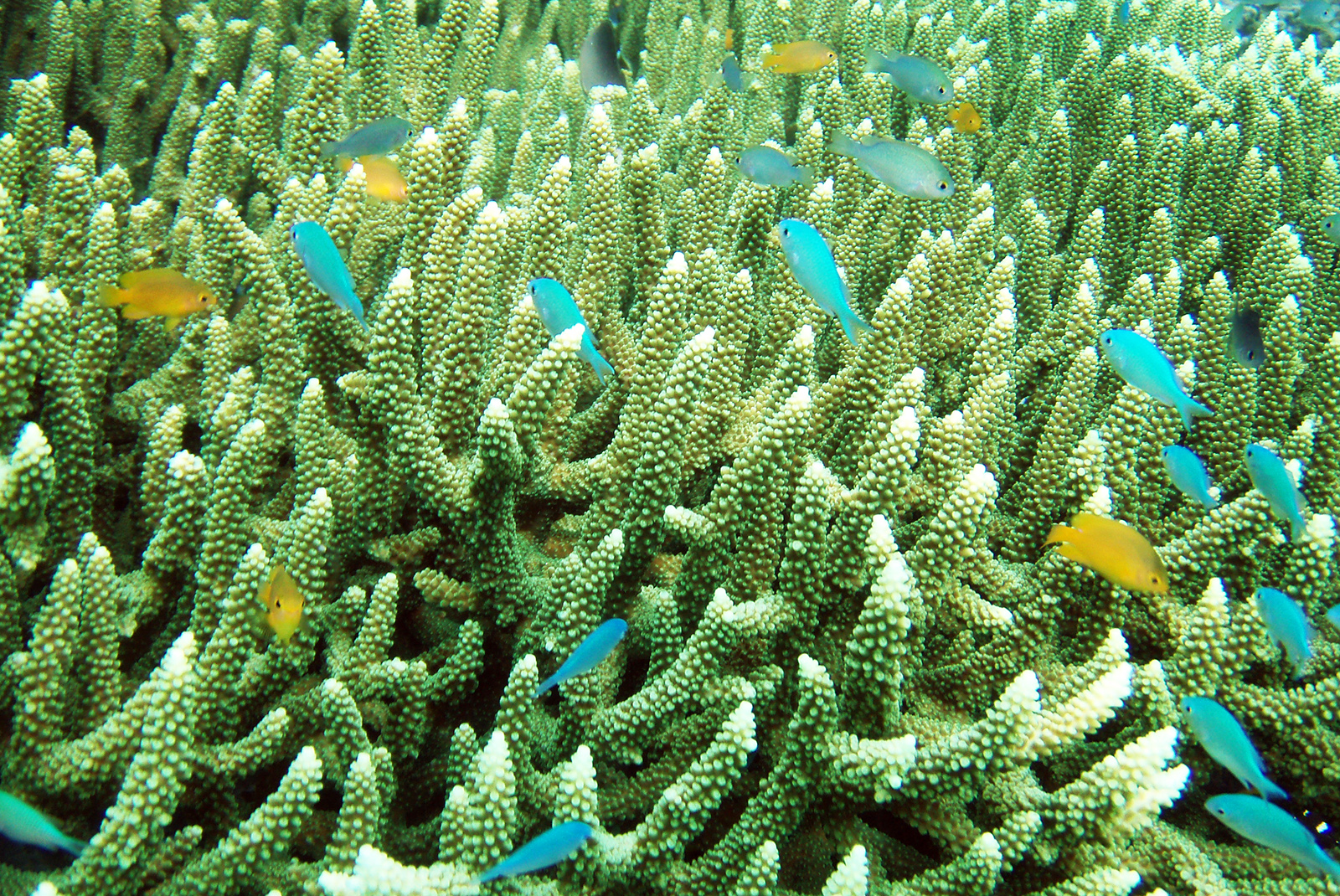
Fondali delle isole dei Quattro Re
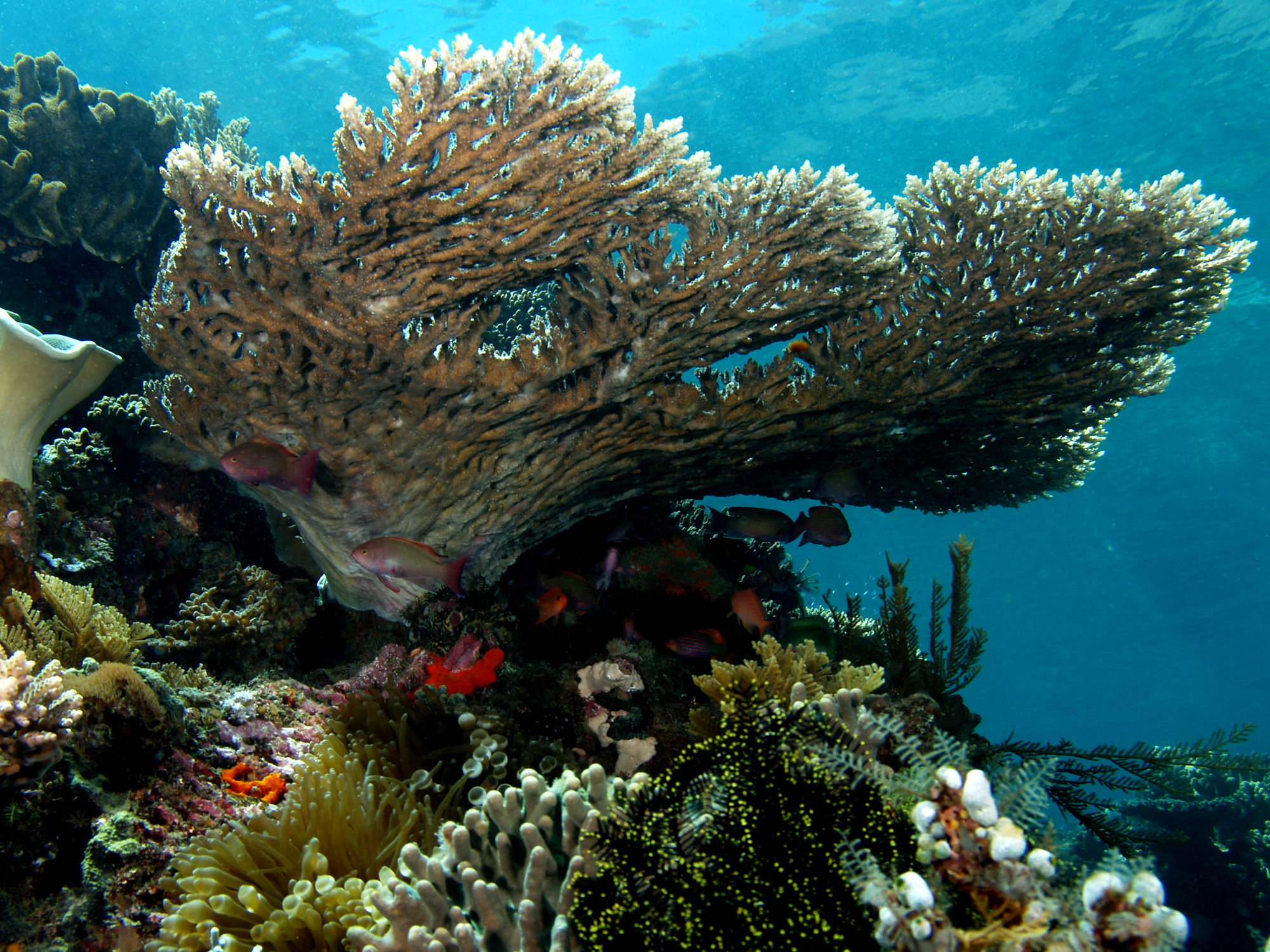
Acropora (Acropora latistella)
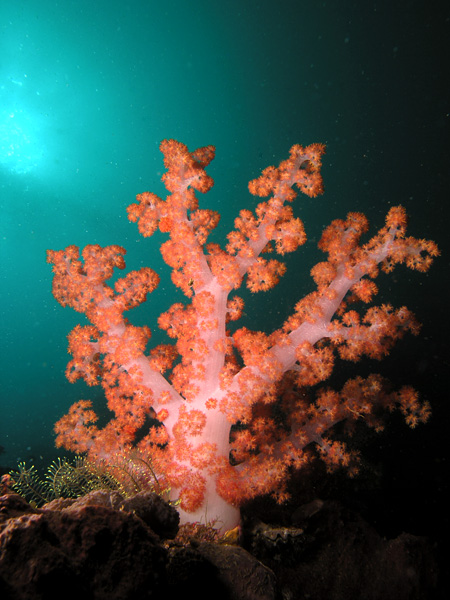
corallo rosa
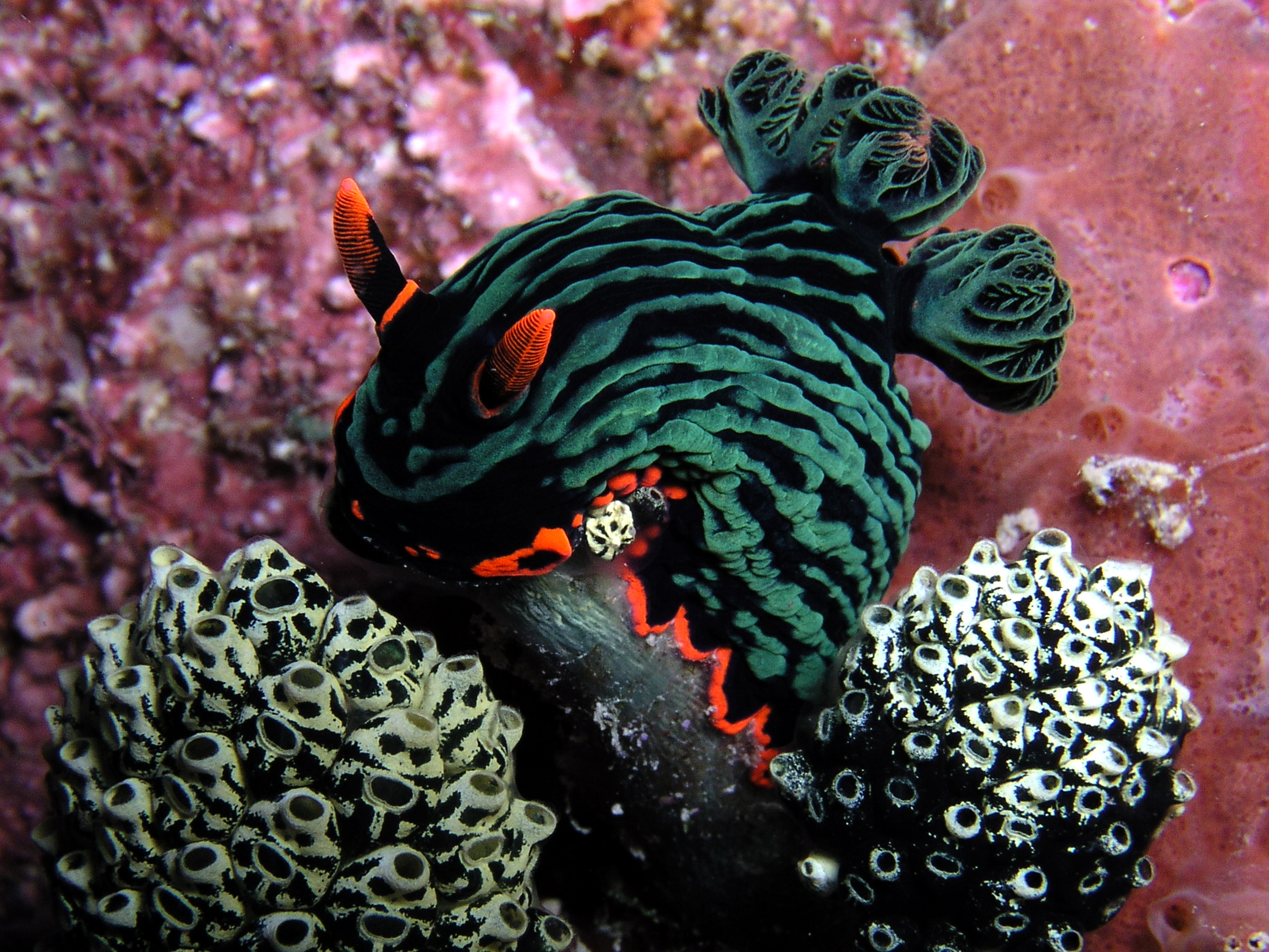
nudibranchio (Nembrotha kubaryana)
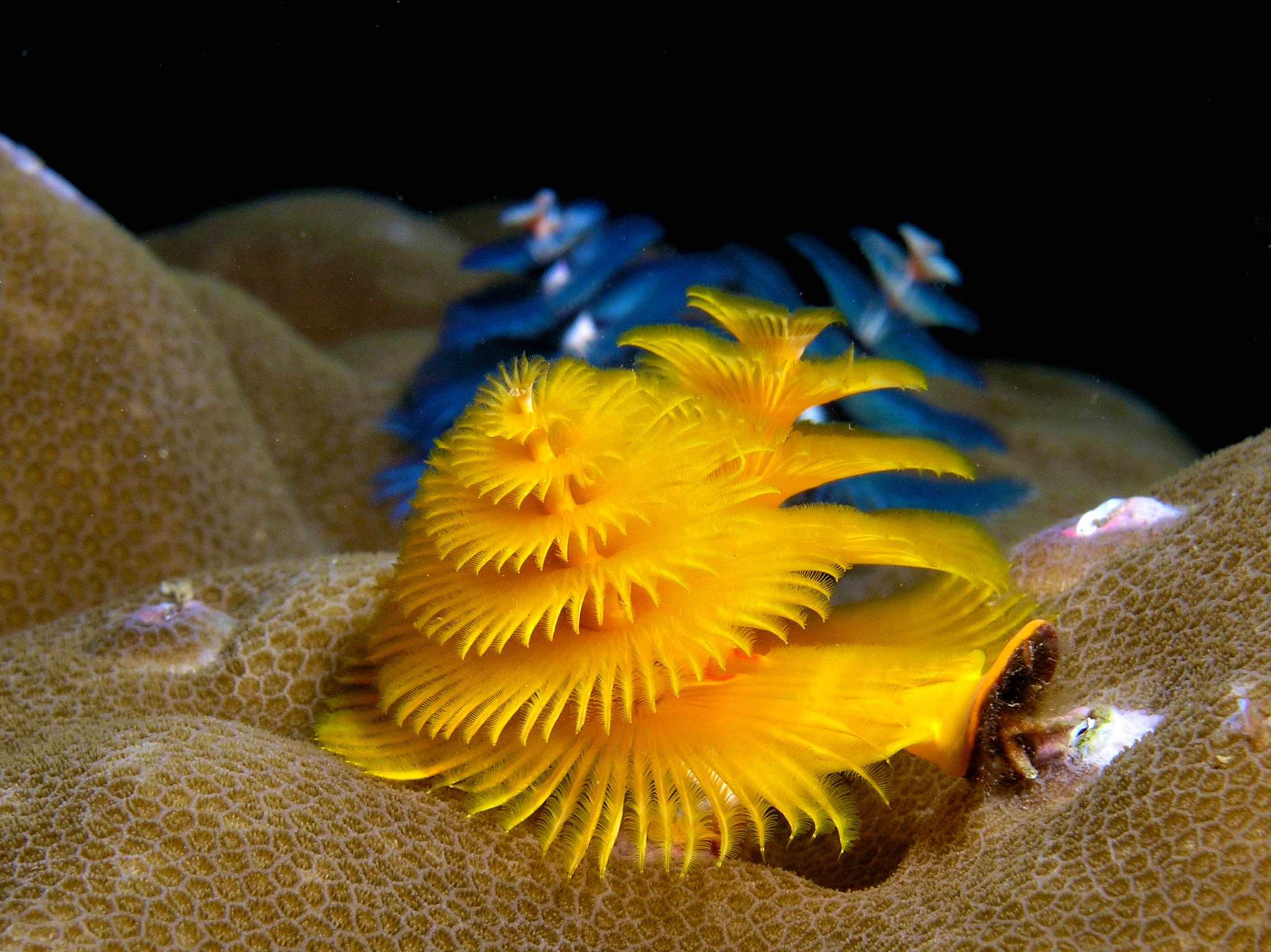
spirobranco gigante (Spirobranchus giganteus) su madrepora
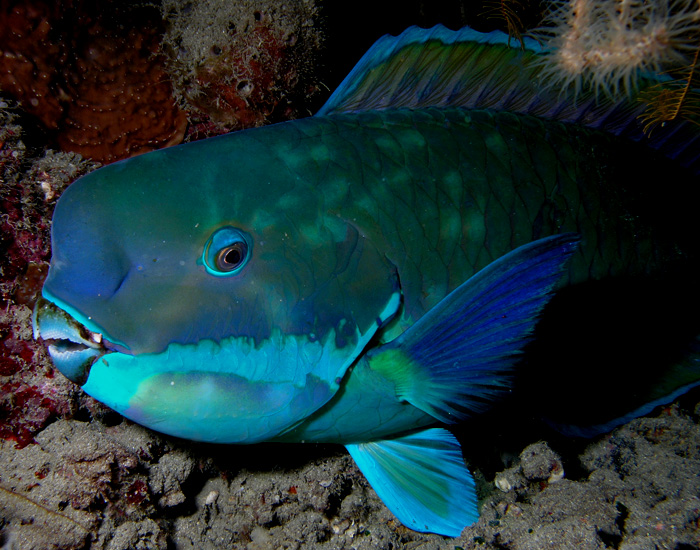
pesce pappagallo
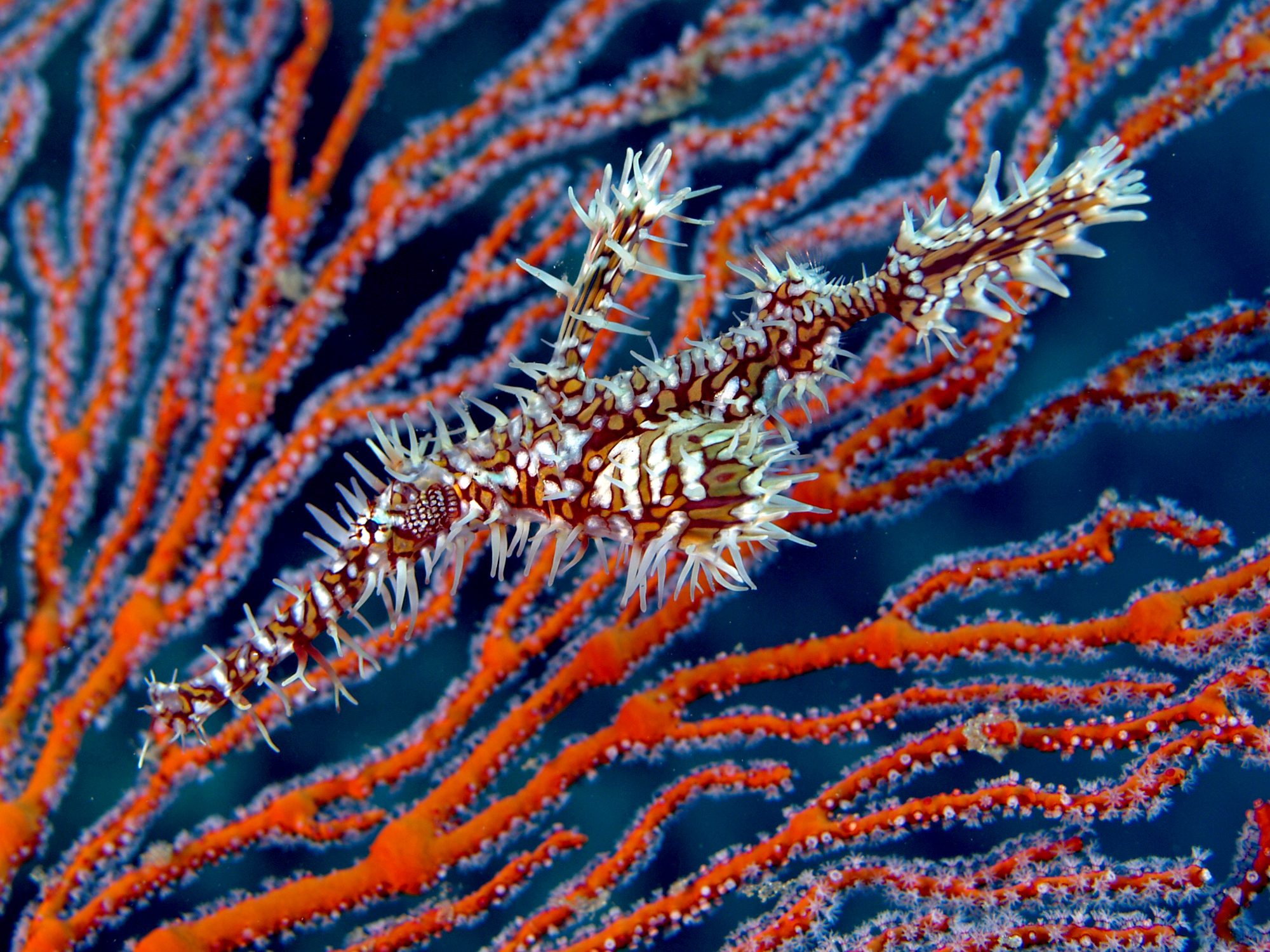
pesce pipa fantasma (Solenostomus paradoxus)
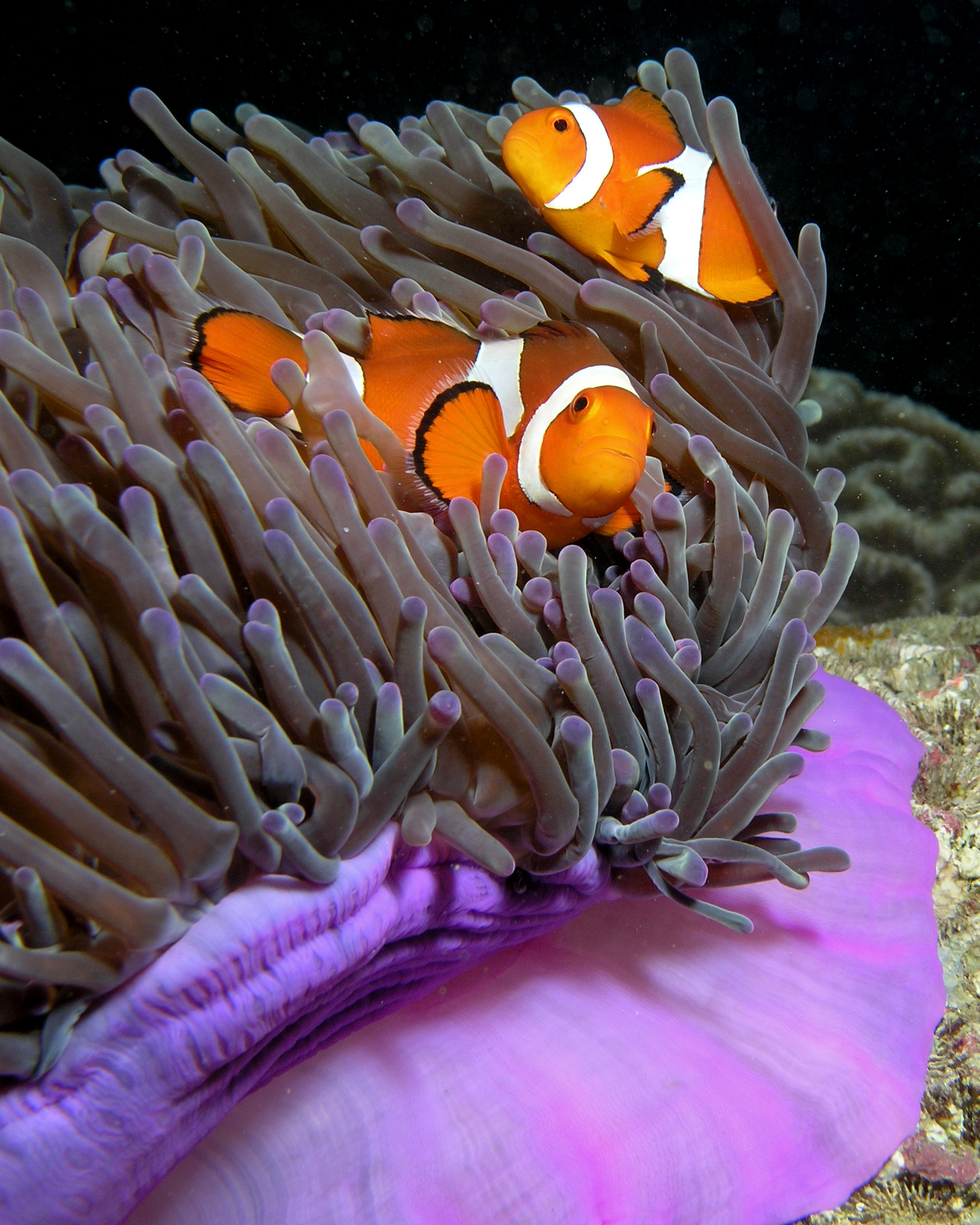
pesce pagliaccio (Amphiprion ocellaris)
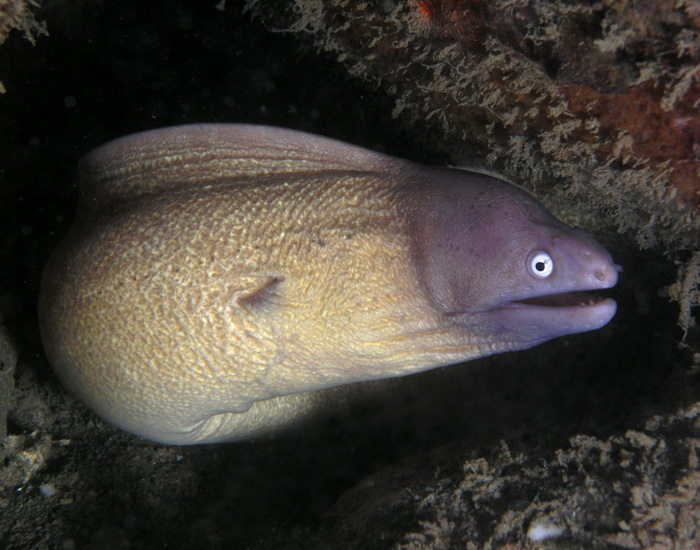
murena dagli occhi bianchi (Gymnothorax thyrsoideus)